# 未来観測 つながるテレビ@ヒューマン
『未来観測 つながるテレビ@ヒューマン』（みらいかんそく つながるテレビ アット ヒューマン）は、2006年1月14日から2008年3月30日まで放送されたNHK総合テレビの情報番組である。2007年3月24日までは、『つながるテレビ@ヒューマン』（ -テレビ アット ヒューマン）のタイトルで放送され、土曜日のスポーツニュースも伝えた。

## 概要
NHKの報道番組では珍しく、音声モードはステレオ放送だった。海外向けのNHKワールド・プレミアムでもモノラル音声ながら同時放送された。なお、NHKワールドTVは、2007年9月30日放送分を以って打ち切られた。
英語での番組タイトルは「Thisweek and You」であった。

## 沿革

### 立ち上げ当初
NHKでは、一連の不祥事を受け、段階を追って番組改編を実施した。この番組は、2006年1月期改編で、『プロフェッショナル 仕事の流儀』、『土曜ドラマ』と並ぶ目玉商品的な番組としてスタートした。
生放送時代は、最近のニュースや話題について、視聴者からの意見・質問を募集したり、インターネットの検索キーワードや、番組のブログなどで多く書き込まれた（検索された）キーワード（kizasi.jpによる。番組では、「きざし↑」と呼ばれる）などから、ニュース番組とは違った角度から判りやすく解説するほか、土曜日のスポーツ情報や特集を、『サタデースポーツ』から移行する形で挿入した。
当初3か月間（3月25日まで）は、時に編成上多少の遅れもあったものの、22:58 - 24:00が放送時間であった。そのため、従来23:10から放送された韓国ドラマシリーズは、金曜23:00スタートに、その前に放送されていた定時ニュースは日付変わって日曜日0:00スタートに、それぞれ変更となった。また、ストレートニュースとスポーツニュースの補完番組として、1月14日から3月18日までは、『ニュース&速報スポーツ』が、この番組の番組宣伝・前座も兼ねて、21:52 - 22:00に放送された。
当番組の開始に伴い、NHKでは異例の人事異動が行われた。リポーターとして起用された小郷知子が福岡局から東京アナウンス室へ、また『NHKニュースおはよう日本』のキャスター島津有理子の後任として、北郷三穂子が仙台局から東京へ、さらに北郷の異動により女子アナ不在となった仙台局の穴埋めに秋田局から一柳亜矢子が、それぞれ異動するというものだった。

### 2006年度
2006年4月以降、22時台に放送時間を繰り上げた。これに伴い、韓国ドラマシリーズは元の枠に戻り、定時ニュースも23:00 - 23:10（復枠）と日付変わって日曜0:10 - 0:15に再び設けられた。4月8日から、本格的に21:58スタートへ移行すると同時に、今までよりも放送時間が2分短縮した。
10月期の改編で、放送時間が22:00 - 23:00と基本時間通りとなる。
なお小郷は、2006年12月23日の放送がレギュラー最後の出演となった。後任については決めなかった。
2007年1月、放送時間を再度変更した。さらに担当プロデューサーが、番組ブログにおいて、2007年度は、日曜23:00 - 23:40枠で放送し、1年3か月の内容を踏まえて番組を刷新することを明らかにした。

### 2007年度
2007年度の放送は、“未来観測”をタイトルの冒頭に加え、「未来を予想するテレビ」をキーワードに、島津1トップから、新たに俳優の勝村政信と、お笑い芸人の土田晃之を加えた3人で進行するスタイルとなり、放送形態もこれまでの生放送から収録放送に変わった。また、新聞表記の通称が『@ヒューマン』から『つながるTV』に変更された。
日曜移行後、国政選挙の開票特番が組まれる場合、番組は休止された。2007年7月22日は選挙関連番組編成の関係で、関東地方のみ23:50から、関東地方以外の地域とNHKワールドは23:40からの放送となった。
2007年9月23日、番組内でWikipediaが紹介された。これは、9月26日にウィキメディア財団の創業者・ジミー・ウェールズが来日し、インターネット社会を考える国際シンポジウム「ザ・ワールド・コンテクスト・カンファレンス（コンカン）2007・日本大会」に出演することを受けたものである。また、現在企業や団体名を入力すると、その団体・企業がウィキペディアに何を投稿したかがわかるソフト“ウィキスキャナー”を開発したバージル・グリフィスを取材した。
また、土田がサッカー党ということもあってか、日本代表監督イビチャ・オシムの記事が大型パネル化され、スタジオに置かれた。
NHKの編成抜本見直しを受け、2008年3月30日の放送を最後に終了した。島津は翌朝から、古巣『おはよう日本』に戻った。

## 放送時間の変遷
- 2006年1月14日 - 3月25日：土曜 22:58 - 24:00
- 2006年4月1日：土曜 22:30 - 23:30（特別編成のため）
- 2006年4月8日 - 8月：土曜 21:58 - 23:00（但し、22:58からの2分間はフィラー）[17]
- 2006年9月 - 12月23日：土曜 22:00 - 23:00[18]
- 2007年1月6日 - 3月24日：土曜 22:00 - 22:55（5分短縮）[19]
- 2007年4月15日 - 2008年3月30日：日曜 23:00 - 23:40

## 出演者
メインキャスター
- 島津有理子（2007年3月までは単独、NHKアナウンサー）
- 勝村政信（2007年度）
- 土田晃之（2007年度）

リポーター
- 西東大（開始から終了まで、NHKアナウンサー）
- 小郷知子（2006年と2007年3月24日、NHKアナウンサー）
- 佐藤まり江（2007年3月24日まで）

スポーツ担当
- 一橋忠之[20]（2006年1月14日から2007年3月24日まで、NHKアナウンサー）

コメンテーター
- 西原理恵子（2006年度、休む回もあった）

コーナー担当
- 明川哲也（旧名“ドリアン助川”、「陽はまた昇る」コーナー。2007年度）

## コーナー

### 生放送時代
オープニング
毎週サポーターがスタジオに招かれ、サポーターと共に、その週のニュースの中から特に注目すべき話題を取り上げる「きざしキーワード」を発表し、そのキーワードに関した話題をいくつか解説した。続いてタイトルバックは、一般視聴者から提供された写真をCGで合成し、それにテーマソングの絢香・「三日月」がBGMとして流れ、番組が本格的にスタートするというパターンであった。
This Week @ヒューマン
その週の注目すべきニュースや人物を取り上げた。
きざし↑This Week
上記の「This Week @ヒューマン」で取り上げたキーワードを除いたものを、フラッシュニュース形式で、1週間を振り返った。これら2つでも取り上げられないキーワードは、後述の「もっと²きざし↑」で取り上げられた。
SPORTS @ヒューマン
「サタデースポーツ」に替わる土曜日のスポーツニュース＆特集コーナーであった。ニュースセンターから一橋が伝えた。ちなみに、このコーナーが、2007年4月からは「土曜スポーツタイム」として放送される。
CATCH UP @ヒューマン
小郷らが今注目されている人物に同行取材するコーナーだった。
もっと²きざし↑
佐藤が冒頭で取り上げた「きざしキーワード」を更に掻い摘んで分析を加えた。まれに芸能ネタなども登場することもあった。このコーナーだけのレギュラーコメンテーター的存在として、サポーターの1人だった西原理恵子がコメントを加えたりしたが、原稿の〆切などで出演の機会がないこともあった。
CAMPAIGN @ヒューマン
西東アナウンサーなどが、最近の出来事・問題点を現場取材した。
VOICE @ヒューマン
様々な人々の声を紹介していくコーナーであった。

### 2007年度
今週どうなる?サキヨミ
今後1週間に予定されている行事などから特に注目や関心を集めそうなものを先取り取材し、専門家の解説を交えて予想する。
超ハヤミミ情報局・これは来る!
土田が進行する。まだあまり知られていないモノ・スポット・人物など、今後ブレークしそうなトレンドを先取りして紹介する。
明川哲也の陽はまた昇る
詩人・ヴォーカリストの明川が悩み多き現代人にエールを送った。

## 主題歌
- 絢香「三日月[26]」
2006年2月18日にゲストとして生出演し、デビュー曲「I believe」とテーマ曲である「三日月」を披露した上、自身のデビューまでを密着した特集のVTRも流された。同日は、トリノオリンピック期間中唯一の放送であったこともあり、女子フィギュアスケート選手の安藤美姫の特集も放送された。この番組がきっかけで、二人は仲良くなり、友人関係へと発展した。

「三日月」がリリースされた同年9月27日を過ぎた最初の土曜日にあたる、9月30日の放送にも生出演し、自身の特集が組まれ、再度「三日月」を生で披露した。

## アニメーション制作
- 西久保瑞穂（監督）
- プロダクションI.G